# Obrněné vyprošťovací vozidlo

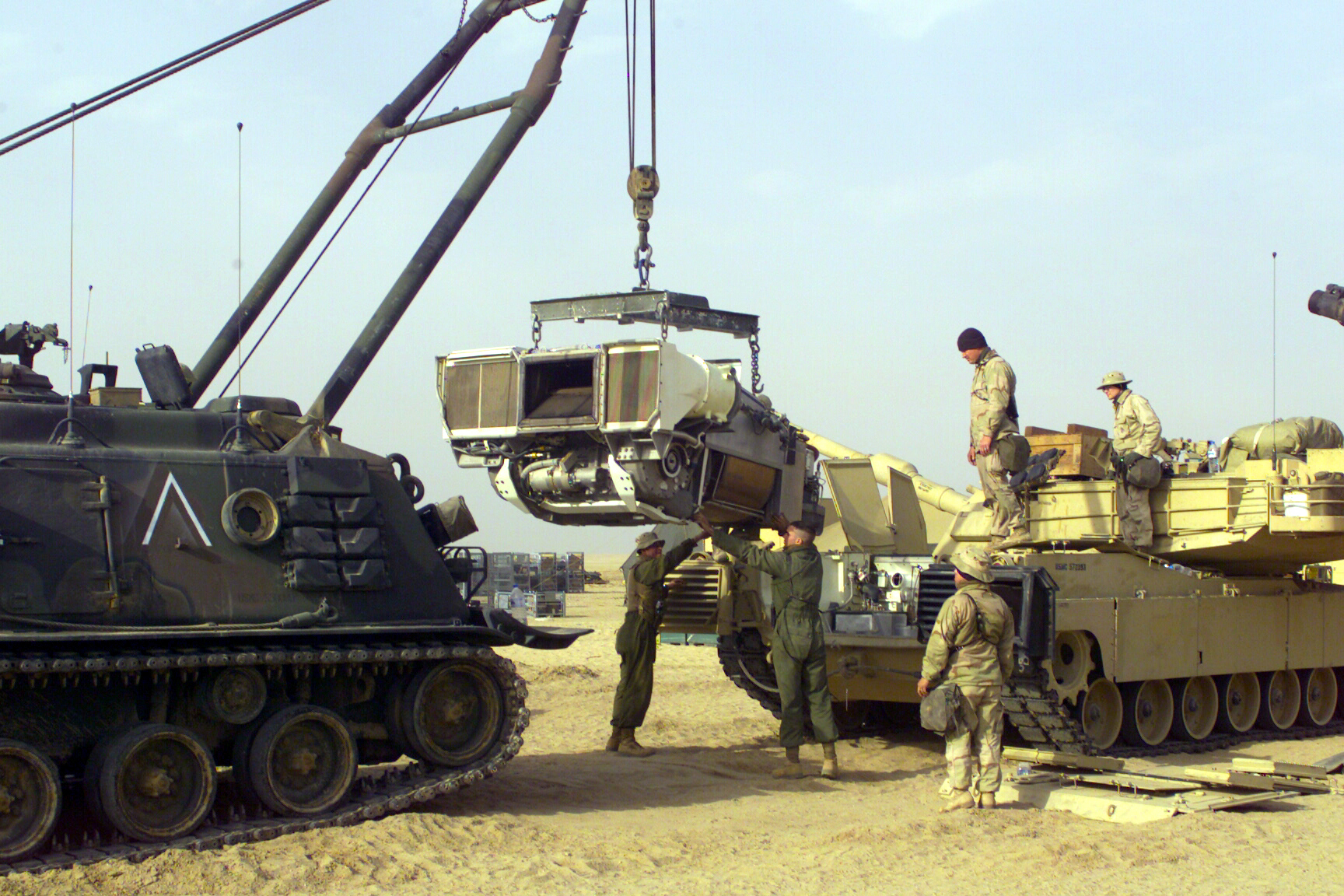
M88 Hercules ARV při manipulaci s motorem tanku

Obrněné vyprošťovací vozidlo (anglický překlad: Armoured Recovery Vehicle) patří, podobně jako mostní tank, mezi speciální obrněná vozidla. Jeho hlavním úkolem je podporovat bojovou činnost všech obrněných jednotek vyzbrojených zejména tanky.
Mezi hlavní úkoly patří vyprošťování uvízlých tanků či jiných obrněných vozidel, jejich odtahování v případě poškození a provádění některých rozsáhlejších oprav (třeba – výměna motoru). Proto je obrněné vyprošťovací vozidlo obvykle vybaveno jeřábem, navijákem a dalšími potřebnými zařízeními.

## Sovětský svaz
Vyprošťovací tank VT-34, tah hlavního navijáku max. 120tun přes 3 kladky.[zdroj⁠?!] Tento VT je bez jeřábu, má jen naviják.

## Československo
- Československý vyprošťovací tank VT-34
- Československý vyprošťovací tank VT-55A
- Československý vyprošťovací tank VT-72B

## Česko
- VT-72M4 CZ

## Ukrajina
- BREM-4
- BREM-84